# Liste der größten Chemieunternehmen
Die Fachzeitschrift Chemical & Engineering News veröffentlicht jährlich eine Liste der größten Chemieunternehmen nach Umsatz. Es wird nur der Umsatz mit Chemikalien betrachtet, Pharmazeutika und Beschichtungen sind davon ausgenommen.

## 2021
| Rang 2021 | Rang 2020 | Unternehmen               | Umsatz mit Chemikalien in Mrd. US-$ (2021) | Umsatzveränderung 2021 zu 2020 | Sitz                                        |
| --------- | --------- | ------------------------- | ------------------------------------------ | ------------------------------ | ------------------------------------------- |
| 1         | 1         | BASF                      | 92,982                                     | ▲32,9 %                        | Deutschland, Ludwigshafen am Rhein          |
| 2         | 2         | Sinopec                   | 65,848                                     | ▲31,9 %                        | Volksrepublik China, Peking                 |
| 3         | 3         | Dow                       | 54,968                                     | ▲42,6 %                        | Vereinigte Staaten, Midland, Michigan       |
| 4         | 5         | SABIC                     | 43,230                                     | ▲50,1 %                        | Saudi-Arabien, Riad                         |
| 5         | 4         | Formosa Plastics          | 43,173                                     | ▲47,8 %                        | Taiwan, Taipeh                              |
| 6         | 16        | Ineos                     | 39,937                                     | ▲121 %                         | Vereinigtes Königreich, London              |
| 7         | 6         | Petrochina                | 39,693                                     | ▲41,7 %                        | Volksrepublik China, Peking                 |
| 8         | 11        | LyondellBasell Industries | 38,995                                     | ▲66,6 %                        | Niederlande, Rotterdam                      |
| 9         | 7         | LG Chem                   | 37,257                                     | ▲41,8 %                        | Südkorea, Seoul                             |
| 10        | 12        | ExxonMobil                | 36,858                                     | ▲59,6 %                        | Vereinigte Staaten, Irving, Texas           |
| 11        | 8         | Mitsubishi Chemical Group | 30,719                                     | ▲24,8 %                        | Japan, Tokio                                |
| 12        | 13        | Hengli Petrochemical      | 27,961                                     | ▲31,9 %                        | Volksrepublik China, Suzhou                 |
| 13        | 9         | Linde                     | 27,926                                     | ▲14,5 %                        | Irland, Dublin                              |
| 14        | 10        | Air Liquide               | 27,148                                     | ▲13,4 %                        | Frankreich, Paris                           |
| 15        | 14        | Syngenta                  | 24,900                                     | ▲20,9 %                        | Schweiz, Basel                              |
| 16        | 20        | Reliance Industries       | 22,583                                     | ▲65,6 %                        | Indien, Mumbai                              |
| 17        | 27        | Wanhua                    | 22,561                                     | ▲98,2 %                        | Volksrepublik China, Yantai                 |
| 18        | 29        | Braskem                   | 19,575                                     | ▲80,4 %                        | Brasilien, São Paulo                        |
| 19        | 17        | Sumitomo Chemical         | 19,176                                     | ▲24,7 %                        | Japan, Tokio und Osaka                      |
| 20        | 21        | Shin-Etsu Chemical        | 18,885                                     | ▲38,6 %                        | Japan, Tokio                                |
| 21        | 22        | Covestro                  | 18,813                                     | ▲48,5 %                        | Deutschland, Leverkusen                     |
| 22        | 18        | Toray Industries          | 17,856                                     | ▲20,9 %                        | Japan, Tokio                                |
| 23        | 19        | Evonik Industries         | 17,692                                     | ▲22,6 %                        | Deutschland, Essen                          |
| 24        | 23        | Shell                     | 16,993                                     | ▲45,0 %                        | Vereinigtes Königreich, London              |
| 25        | 15        | DuPont                    | 16,653                                     | ▼18,4 %                        | Vereinigte Staaten, Wilmington, Delaware    |
| 26        | 25        | Yara                      | 16,617                                     | ▲43,4 %                        | Norwegen, Oslo                              |
| 27        | 34        | Rongsheng Petrochemical   | 16,001                                     | ▲59,6 %                        | Volksrepublik China, Hangzhou               |
| 28        | 31        | Lotte Chemical            | 15,827                                     | ▲48,2 %                        | Südkorea, Seoul                             |
| 29        | 28        | Mitsui Chemicals          | 14,681                                     | ▲33,1 %                        | Japan, Tokio                                |
| 30        | 32        | Indorama Ventures         | 14,626                                     | ▲41,2 %                        | Thailand, Bangkok                           |
| 31        | 42        | Chevron Phillips Chemical | 14,104                                     | ▲67,1 %                        | Vereinigte Staaten, The Woodlands           |
| 32        | 33        | Umicore                   | 13,567                                     | ▲34,4 %                        | Belgien, Brüssel                            |
| 33        | 26        | Solvay                    | 13,527                                     | ▲17,7 %                        | Belgien, Brüssel                            |
| 34        | 24        | Bayer                     | 12,743                                     | ▲9,7 %                         | Deutschland, Leverkusen                     |
| 35        | 40        | Mosaic                    | 12,357                                     | ▲42,3 %                        | Vereinigte Staaten, Plymouth, Minnesota     |
| 36        | 46        | Nutrien                   | 11,590                                     | ▲62,0 %                        | Kanada, Saskatoon                           |
| 37        | 36        | Arkema                    | 11,261                                     | ▲20,7 %                        | Frankreich, Colombes                        |
| 38        | 37        | Asahi Kasei               | 10,908                                     | ▲20,9 %                        | Japan, Tokio                                |
| 39        | 35        | DSM                       | 10,888                                     | ▲13,5 %                        | Niederlande, Heerlen                        |
| 39        | 38        | Hanwha Solutions          | 10,888                                     | ▲22,8 %                        | Südkorea, Seoul                             |
| 41        | 41        | Eastman Chemical          | 10,476                                     | ▲23,6 %                        | Vereinigte Staaten, Kingsport, Tennessee    |
| 42        | 30        | Johnson Matthey           | 10,412                                     | ▼2,48 %                        | Vereinigtes Königreich, London              |
| 43        | 39        | Air Products              | 10,323                                     | ▲16,6 %                        | Vereinigte Staaten, Allentown, Pennsylvania |
| 44        | –         | Eurochem                  | 14,269                                     | ▲22,6 %                        | Schweiz, Zug                                |
| 45        | 44        | Borealis                  | 10,164                                     | ▲26,0 %                        | Österreich, Wien                            |
| 46        | –         | PTT Global Chemical       | 16,521                                     | ▲51,7 %                        | Thailand, Bangkok                           |
| 47        | 43        | Sasol                     | 9,011                                      | ▲10,8 %                        | Südafrika, Johannesburg                     |
| 48        | –         | Tongkun Group             | 8,996                                      | ▲28,5 %                        | Volksrepublik China, Tongxiang              |
| 49        | 45        | Lanxess                   | 8,940                                      | ▲23,8 %                        | Deutschland, Köln                           |
| 50        | –         | Hengyi Petrochemical      | 8,858                                      | ▲66,8 %                        | Volksrepublik China, Hangzhou               |

## 2017
| Rang 2017 | Rang 2016 | Unternehmen               | Umsatz mit Chemikalien in Mrd. US-$ (2017) | Umsatz in Mrd. Euro | Sitz                                        |
| --------- | --------- | ------------------------- | ------------------------------------------ | ------------------- | ------------------------------------------- |
| 1         | 1         | BASF                      | 69,196                                     | 63,91               | Deutschland, Ludwigshafen am Rhein          |
| 2         | /         | DowDuPont                 | 62,484                                     | 57,71               | Vereinigte Staaten, Midland, Michigan       |
| 3         | 3         | Sinopec                   | 55,324                                     | 51,1                | Volksrepublik China, Peking                 |
| 4         | 4         | SABIC                     | 37,621                                     | 34,75               | Saudi-Arabien, Riad                         |
| 5         | 6         | Ineos                     | 34,635                                     | 31,99               | Vereinigtes Königreich, London              |
| 6         | 5         | Formosa Plastics          | 32,118                                     | 29,66               | Taiwan, Taipeh                              |
| 7         | 7         | ExxonMobil                | 28,694                                     | 26,5                | Vereinigte Staaten, Irving, Texas           |
| 8         | 8         | LyondellBasell            | 28,319                                     | 26,16               | Niederlande, Rotterdam                      |
| 9         | 9         | Mitsubishi Chemical       | 26,423                                     | 24,4                | Japan, Tokio                                |
| 10        | 12        | LG Chem                   | 23,217                                     | 21,44               | Südkorea, Seoul                             |
| 11        | 11        | Air Liquide               | 22,618                                     | 20,89               | Frankreich, Paris                           |
| 12        | 20        | Reliance Industries       | 17,555                                     | 16,21               | Indien, Mumbai                              |
| 13        | 10        | DuPont                    | 17,281                                     | 15,96               | Vereinigte Staaten, Wilmington, Delaware    |
| 14        | 13        | Linde AG                  | 16,938                                     | 15,64               | Irland, Dublin                              |
| 15        | 15        | Toray Industries          | 16,904                                     | 15,61               | Japan, Tokio                                |
| 16        | 14        | AkzoNobel                 | 16,471                                     | 15,21               | Niederlande, Amsterdam                      |
| 17        | 17        | Evonik Industries         | 16,295                                     | 15,05               | Deutschland, Essen                          |
| 18        | 19        | Covestro                  | 15,977                                     | 14,76               | Deutschland, Leverkusen                     |
| 19        | 16        | Braskem                   | 15,438                                     | 14,26               | Brasilien, São Paulo                        |
| 20        | 18        | PPG Industries            | 14,750                                     | 13,62               | Vereinigte Staaten, Pittsburgh              |
| 21        | 21        | Sumitomo Chemical         | 14,572                                     | 13,46               | Japan, Tokio und Osaka                      |
| 22        | 24        | Lotte Chemical            | 14,061                                     | 12,99               | Südkorea, Seoul                             |
| 23        | 26        | Shin-Etsu Chemical        | 12,859                                     | 11,88               | Japan, Tokio                                |
| 24        | 26        | Solvay                    | 12,308                                     | 11,37               | Belgien, Brüssel                            |
| 25        | 27        | Mitsui Chemicals          | 11,852                                     | 10,95               | Japan, Tokio                                |
| 26        | 28        | Praxair                   | 11,437                                     | 10,56               | Vereinigte Staaten, Danbury, Connecticut    |
| 27        | 23        | Yara International        | 11,347                                     | 10,48               | Norwegen, Oslo                              |
| 28        | 34        | Lanxess                   | 10,922                                     | 10,09               | Deutschland, Köln                           |
| 29        | 25        | Bayer AG                  | 10,823                                     | 10                  | Deutschland, Leverkusen                     |
| 30        | 32        | DSM                       | 9,755                                      | 9,01                | Niederlande, Heerlen                        |
| 31        | 33        | Asahi Kasei               | 9,704                                      | 8,96                | Japan, Tokio                                |
| 32        | 31        | Eastman Chemical          | 9,549                                      | 8,82                | Vereinigte Staaten, Kingsport, Tennessee    |
| 33        | 36        | Arkema                    | 9,409                                      | 8,69                | Frankreich, Colombes                        |
| 34        | 30        | Syngenta                  | 9,244                                      | 8,54                | Schweiz, Basel                              |
| 35        | 37        | Chevron Phillips Chemical | 9,063                                      | 8,37                | Vereinigte Staaten, The Woodlands           |
| 36        | 38        | Borealis                  | 8,549                                      | 7,9                 | Österreich, Wien                            |
| 37        | 41        | Indorama Ventures         | 8,444                                      | 7,8                 | Thailand, Bangkok                           |
| 38        | 44        | SK Innovation             | 8,272                                      | 7,64                | Südkorea, Seoul                             |
| 39        | 29        | Huntsman Corporation      | 8,208                                      | 7,58                | Vereinigte Staaten, The Woodlands           |
| 40        | 35        | Air Products & Chemicals  | 8,188                                      | 7,56                | Vereinigte Staaten, Allentown, Pennsylvania |
| 41        | 40        | Ecolab                    | 8,078                                      | 7,46                | Vereinigte Staaten, Saint Paul, Minnesota   |
| 42        | 42        | Westlake Chemical         | 8,041                                      | 7,43                | Vereinigte Staaten, Houston, Texas          |
| 43        | 43        | Wanhua Chemical Group     | 7,863                                      | 7,26                | Volksrepublik China, Yantai                 |
| 44        | 39        | Sasol                     | 7,744                                      | 7,15                | Südafrika, Johannesburg                     |
| 45        | 42        | The Mosaic Company        | 7,410                                      | 6,84                | Vereinigte Staaten, Plymouth, Minnesota     |
| 46        | 47        | PTT Global Chemical       | 7,386                                      | 6,82                | Thailand, Bangkok                           |
| 47        | 46        | Tosoh                     | 7,341                                      | 6,78                | Japan, Tokio                                |
| 48        | 45        | DIC                       | 7,043                                      | 6,51                | Japan, Tokio                                |
| 49        | 43        | Hanwha Chemical           | 6,859                                      | 6,34                | Südkorea                                    |
| 50        | 48        | Clariant                  | 6,480                                      | 5,99                | Schweiz, Pratteln                           |

## 2013
| Rang | Unternehmen                        | Umsatz mit Chemikalien in Mrd. US-$ (2013) | Wert in heutigen Euro | Änderung zum Jahr 2012 [%] | Sitz                                         |
| ---- | ---------------------------------- | ------------------------------------------ | --------------------- | -------------------------- | -------------------------------------------- |
| 1    | BASF                               | 78,615                                     | 72,61                 | −4,6                       | Ludwigshafen, Deutschland                    |
| 2    | Sinopec                            | 60,829                                     | 56,18                 | 5                          | Beijing, Volksrepublik China                 |
| 3    | Dow Chemical                       | 57,08                                      | 52,72                 | 0,5                        | Midland (Michigan), Vereinigte Staaten       |
| 4    | SABIC                              | 43,589                                     | 40,26                 | 3,1                        | Riyāḍ, Saudi-Arabien                         |
| 5    | Royal Dutch Shell                  | 42,279                                     | 39,05                 | −7,6                       | Den Haag, Niederlande                        |
| 6    | ExxonMobil                         | 39,048                                     | 36,07                 | 0,8                        | Irving (Texas), Vereinigte Staaten           |
| 7    | Formosa Plastics                   | 37,671                                     | 34,79                 | 5,9                        | Taipeh, Taiwan                               |
| 8    | LyondellBasell                     | 33,405                                     | 30,85                 | 1,7                        | Houston, Vereinigte Staaten                  |
| 9    | DuPont                             | 31,044                                     | 28,67                 | 2,7                        | Wilmington (Delaware), Vereinigte Staaten    |
| 10   | Ineos                              | 26,861                                     | 24,81                 | −10,8                      | Rolle VD, Schweiz                            |
| 11   | Mitsubishi Chemical                | 26,685                                     | 24,65                 | 14,8                       | Tokio, Japan                                 |
| 12   | Bayer AG                           | 26,636                                     | 24,6                  | 0,9                        | Leverkusen, Deutschland                      |
| 13   | LG Chem                            | 21,142                                     | 19,53                 | −0,5                       | Seoul, Südkorea                              |
| 14   | AkzoNobel                          | 19,376                                     | 17,9                  | −5,2                       | Amsterdam, Niederlande                       |
| 15   | Air Liquide                        | 19,153                                     | 17,69                 | −0,8                       | Paris, Frankreich                            |
| 16   | Braskem                            | 18,994                                     | 17,54                 | 15,4                       | São Paulo, Brasilien                         |
| 17   | Mitsui Chemicals                   | 18,916                                     | 17,47                 | 11,5                       | Tokio, Japan                                 |
| 18   | Linde AG                           | 18,554                                     | 17,14                 | 11                         | München, Deutschland                         |
| 19   | Sumitomo Chemical                  | 18,116                                     | 16,73                 | 16,3                       | Tokio, Japan                                 |
| 20   | Reliance Industries                | 17,778                                     | 16,42                 | 10,4                       | Mumbai, Indien                               |
| 21   | Evonik Industries                  | 17,097                                     | 15,79                 | −3,7                       | Essen, Deutschland                           |
| 22   | Toray Industries                   | 16,665                                     | 15,39                 | 17,9                       | Tokio, Japan                                 |
| 23   | Lotte Chemical                     | 15,017                                     | 13,87                 | 3,4                        | Seoul, Südkorea                              |
| 24   | Yara International                 | 14,472                                     | 13,37                 | 0,6                        | Oslo, Norwegen                               |
| 25   | PPG Industries                     | 14,044                                     | 12,97                 | −0,9                       | Pittsburgh, Vereinigte Staaten               |
| 26   | Solvay                             | 13,768                                     | 12,72                 | −19,2                      | Brüssel, Belgien                             |
| 27   | Chevron Phillips Chemical          | 13,147                                     | 12,14                 | −1,2                       | The Woodlands, Vereinigte Staaten            |
| 28   | DSM                                | 12,773                                     | 11,8                  | 5,3                        | Heerlen, Niederlande                         |
| 29   | Shin-Etsu Chemical                 | 11,945                                     | 11,03                 | 13,7                       | Tokio, Japan                                 |
| 30   | Praxair                            | 11,925                                     | 11,01                 | 6,2                        | Danbury (Connecticut), Vereinigte Staaten    |
| 31   | SK Innovation                      | 11,64                                      | 10,75                 | 1,4                        | Seoul, Südkorea                              |
| 32   | Asahi Kasei                        | 11,199                                     | 10,34                 | 15,3                       | Tokio, Japan                                 |
| 33   | Huntsman Corporation               | 11,079                                     | 10,23                 | −1,0                       | The Woodlands, Vereinigte Staaten            |
| 34   | Lanxess                            | 11,023                                     | 10,18                 | −8,7                       | Köln, Deutschland                            |
| 35   | Borealis                           | 10,815                                     | 9,99                  | 7,9                        | Wien, Österreich                             |
| 36   | Syngenta                           | 10,793                                     | 9,97                  | 5,7                        | Basel, Schweiz                               |
| 37   | Sasol                              | 10,225                                     | 9,44                  | 11,9                       | Johannesburg, Südafrika                      |
| 38   | The Mosaic Company                 | 9,974                                      | 9,21                  | −10,2                      | Plymouth (Minnesota), Vereinigte Staaten     |
| 39   | PTT Global Chemical                | 9,959                                      | 9,2                   | 6,2                        | Bangkok, Thailand                            |
| 40   | Air Products & Chemicals           | 9,729                                      | 8,99                  | 5,8                        | Allentown (Pennsylvania), Vereinigte Staaten |
| 41   | Eastman Chemical                   | 9,35                                       | 8,64                  | 15,4                       | Kingsport (Tennessee), Vereinigte Staaten    |
| 42   | Arkema                             | 8,098                                      | 7,48                  | −4,6                       | Colombes, Frankreich                         |
| 43   | Tōsō                               | 7,913                                      | 7,31                  | 15,5                       | Tokio, Japan                                 |
| 44   | Styrolution                        | 7,703                                      | 7,11                  | −3,3                       | Frankfurt am Main, Deutschland               |
| 45   | Dainippon Ink and Chemicals        | 7,606                                      | 7,03                  | 5,5                        | Tokio, Japan                                 |
| 46   | Total                              | 7,57                                       | 6,99                  | 0                          | Paris, Frankreich                            |
| 47   | Indorama Ventures                  | 7,464                                      | 6,89                  | 8,7                        | Bangkok, Thailand                            |
| 48   | Eni                                | 7,397                                      | 6,83                  | −7,3                       | Rom, Italien                                 |
| 49   | Potash Corporation of Saskatchewan | 7,305                                      | 6,75                  | −7,8                       | Saskatoon, Kanada                            |
| 50   | Alpek                              | 7,059                                      | 6,52                  | −6,3                       | San Pedro Garza García, Mexiko               |